# Miss Europe 1933

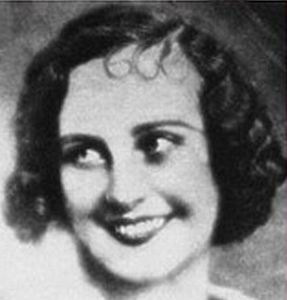
Tatiana Maslowa, Miss Russland und Miss Europe 1933

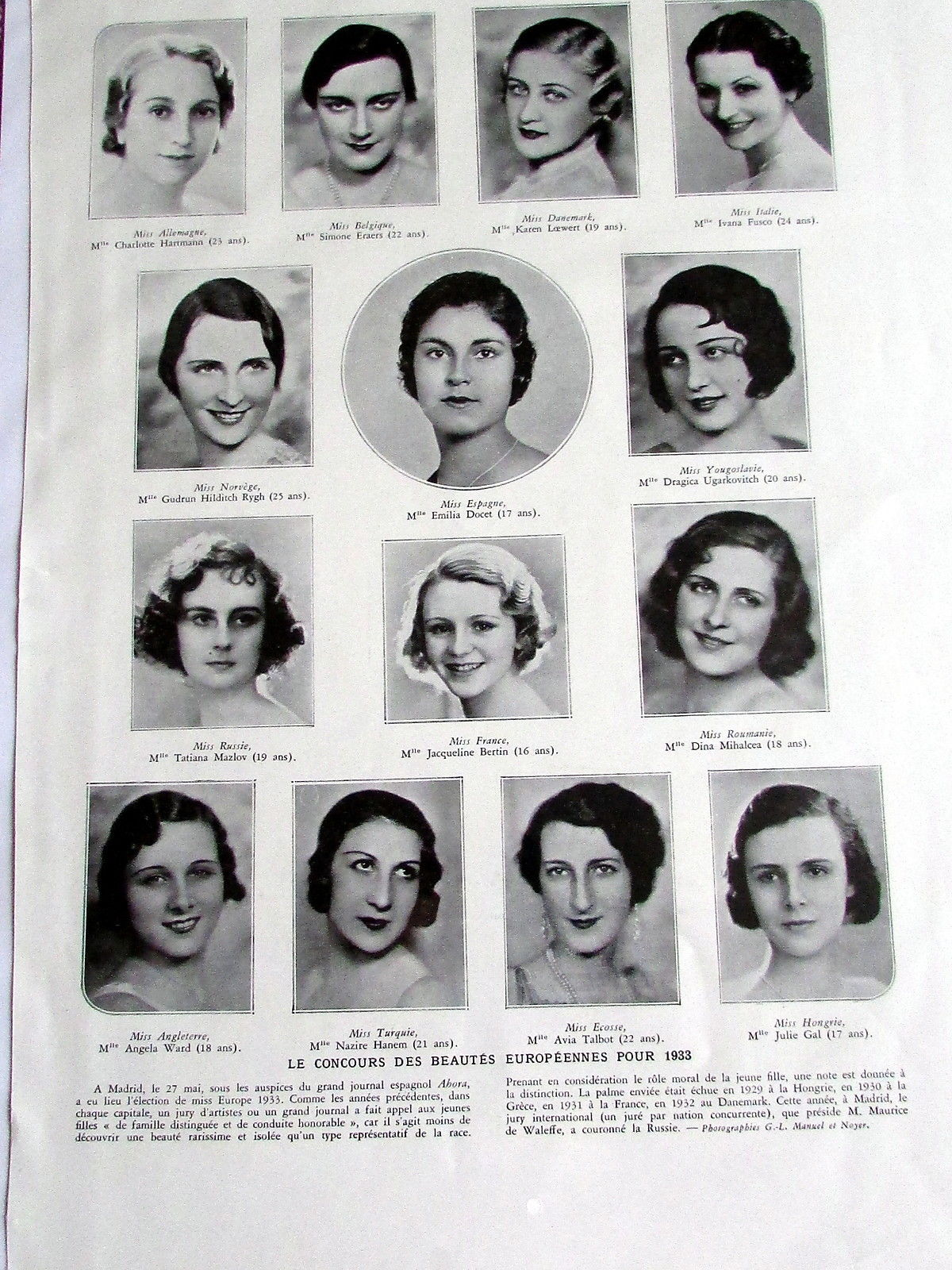
Porträts der 14 Teilnehmerinnen in L’Illustration

Der Wettbewerb um die Miss Europe 1933 war der fünfte, den das Comité pour l’election de Miss Europe durchführte. Dies war im Jahre 1928 durch den französischen Journalisten Maurice de Waleffe (1874–1946) ins Leben gerufen worden und organisierte den Wettbewerb kontinuierlich bis 1938. Waleffe hatte zuvor schon den Wettbewerb um die Miss France begründet.
Die Kandidatinnen waren in ihren Herkunftsländern unter Beteiligung großer Zeitungen oder illustrierter Zeitschriften ausgewählt worden.
Die Veranstaltung fand am 27. Mai 1933 in Madrid unter der Schirmherrschaft der Zeitung Ahora statt. Die 14 Bewerberinnen versammelten sich vorher in Paris und traten die Reise nach Madrid gemeinsam an. Platzierungen der Teilnehmerinnen sind bis auf die Siegerin nicht bekannt geworden.
Die im Januar 1933 wenige Tage vor der Machtergreifung der Nationalsozialisten zur Miss Germany gewählte Charlotte Hartmann nahm gegen den Willen der neuen Machthaber an der Wahl teil.
| Land               | Schreibweise bei Pageantopolis | Weitere, zeitgenössische, Schreibweisen | Schreibweise in der Heimatsprache    |
| ------------------ | ------------------------------ | --------------------------------------- | ------------------------------------ |
| 1. Russland A      | Tat’yana Maslova               | Tatiana Mazlov                          | Татьяна Маслова                      |
| Belgien            | Simone Eraerts                 | Simone Eraers                           | Simone Eraerts                       |
| Dänemark           | Karen Marie Lowert             | Karen Lœwert                            | Karen Marie Løwert                   |
| Deutsches Reich    | Charlotte Hartmann             |                                         |                                      |
| England            | Angela Ward                    |                                         | Angela Ward                          |
| Frankreich         | Jacqueline Bertin              |                                         | Jacqueline Bertin                    |
| Königreich Italien | Ivana Fusco                    |                                         |                                      |
| Jugoslawien        | Dragica Ugarkovitch            |                                         | Dragica Ugarković, Драгица Угарковић |
| Norwegen           | Gudrun Hilditch Rygh           |                                         |                                      |
| Rumänien           | Dina Mihalcea                  |                                         | Dina Mihalcea                        |
| Schottland         | Avia Talbot                    |                                         |                                      |
| Spanien            | Emilia Docet                   |                                         | Emilia Docet                         |
| Türkei             | Nazire Hanem                   |                                         | Nazire Hanım                         |
| Ungarn             | Julie Gal                      | Juliette Gal                            | Gál Júlia                            |